# Chinegros (danza)
Los chinegros son un tipo de danzas tradicionales nicaragüenses de sentido religioso interpretadas de manera popular en los municipios de San Juan de Oriente, Niquinohomo y Nindirí del departamento de Masaya en Nicaragua durante las festividades en honor a san Juan Bautista , Santiago Apóstol y santa Ana. Principalmente se interpretan los días 24 de junio, 25 y 26 de julio y 29 de agosto de cada año.

## Origen
En el pueblo indígena San Juan de Oriente, durante las festividades religiosas en honor a san Juan Bautista se trata de una danza violenta cuyo origen se remonta hasta 1585 (siglo XVI), lo cual no es del todo aceptado por los historiadores nicaragüenses. Los rivales, al enfrentarse, pagan promesas, de modo que recibir un latigazo es un sacrificio dedicado al santo; por tanto, no hay ganador ni vencedor, no se despiertan enemistades.

## Descripción
Los danzantes se pintan de negro, embadurnándose el rostro y las manos con contil o con una pasta hecha a base de carbón, grasa para lustrar calzado y otros elementos, para luego danzar alrededor de las veneradas imágenes de santa Ana y Santiago apóstol, durante la tradicional bajada de sus tronos.
La danza representa una contienda entre dos chinegros, quienes bailan y se golpean con rajas de "chaperno" al son de los filarmónicos o chicheros, ejecutando las piezas musicales de "El ensartado" y "La contienda".

## Vestuario
La vestimenta se completa con un saco de color negro, un pantalón blanco, dos cintas de colores rojo, azul, verde o  amarillo cruzadas sobre el pecho, y un gorro hecho de flores del árbol de Malinche, que florece para estas fechas.
Se realiza los días 25 y 26 de julio de cada año, con gran fervor y devoción, en honor de santa Ana y Santiago Apóstol.